# Ким Дон Гук
Ким Дон Гук, другой вариант — Ким Дон-Гук (12 января 1914 года, село Сергеевка, Ольгинский уезд, Приморская область — 23 мая 1992 года) — бригадир колхоза имени Свердлова Верхне-Чирчикского района Ташкентской области, Узбекская ССР. Герой Социалистического Труда (1951).

## Биография
Родился в 1914 году в крестьянской семье в селе Сергеевка Ольгинского уезда. До 1934 года трудился в колхозе имени «Свободный пахарь» Будённовского района. С 1934 года — студент педагогического рабфака во Владивостоке.
В 1937 году депортирован на спецпоселение в Кзыл-Орду, Казахская ССР. Продолжил своё образование в Кзыл-Ординском педагогическом рабфаке, который окончил в 1938 году. Потом проживал в кишлаке Домачи Калининского района Ташкентской области (1938—1939). С 1940 года — студент Кзыл-Ординского корейского педагогического института и с 1941 года — студент Ташкентского педагогического института.
С 1941 года — рядовой колхозник колхоза имени Свердлова Верхне-Чирчикского района. В годы Великой Отечественной войны трудился на стройке Ак-Кавакской ГЭС на реке Чирчик (1942—1945). С 1945 года продолжил работать в колхозе имени Свердлова Верхне-Чирчикского района. Был назначен бригадиром полеводческой бригады.
В 1950 году бригада Ким Дон Гука получила в среднем по 91 центнеров зеленцового кенафа с каждого гектара на участке площадью 31 гектара. Указом Президиума Верховного Совета СССР от 22 мая 1951 года удостоен звания Героя Социалистического Труда с вручением ордена Ленина и золотой медали «Серп и Молот».
Этим же указом званием Героя Социалистического Труда был награждён председатель колхоза имени Свердлова Дмитрий Александрович Ким.
С 1952 года — студент Ташкентского сельскохозяйственного института. Потом продолжил трудиться бригадиром колхоза имени Свердлова Верхне-Чирчикского района.
Скончался в 1992 году.
Награды
- Герой Социалистического Труда
- Орден Ленина
- Медаль «За доблестный труд в Великой Отечественной войне 1941—1945 гг.»